# Шушве
Шушве (лит. Šušvė, пол. Szuszwa)  — річка в Литві, у Шауляйському й Каунаському повітах. Права притока Невежис (басейн Балтійського моря).

## Опис
Довжина річки 128 км, ширина 17 — 32 м, глибина річки на деяких ділянках 4,27 м.

## Розташування
Бере початок у заболоченій місцині на південно-західній стороні від місна Шауляй. Спочатку тече переважно на північний схід, потім на південний схід через Шауляй (колишнє Шавляни). На південно-західній стороні від села Паліріукаї впадає у річку Неежес, праву притоку Німану.
Притоки: Руніта, Гумерт, Жодіка, Ледась, Віркшрупіс, Лауріва (праві); Бержа (ліва).
Населені пункти вздовж берегової смуги: Шяуленай, Пашушвіс, Гринкишкіс, Вайтекунай, Ангиряй, Йосвайняй.

## Цікаві факти
- Над річкою існує багато городищ.[3]